# Borussia Dortmund – Bayern Munich en football
La rivalité entre le Borussia Dortmund et le Bayern Munich, se réfère à l'antagonisme entre deux des principaux clubs de football du championnat d'Allemagne. Le 
Bayern voit le jour en 1900 à Munich tandis que le Borussia est fondé 9 ans plus tard à Dortmund.
Si la première rencontre entre les deux équipes a eu lieu en 1965, la rivalité s'est accentuée depuis le milieu des années 1990, période à partir de laquelle le Borussia a privé à plusieurs reprises le Bayern d'un sacre national. Par ailleurs, les deux clubs se sont également rencontrés en Ligue des Champions en 1998 ; Dortmund élimine alors Munich après prolongations. Ou encore lors de la finale de Ligue des Champions, en 2013, au stade de Wembley, qui voit la victoire du Bayern Munich grâce à un but d'Arjen Robben à la 89e minute (2-1). Ainsi, les matchs entre les deux clubs ont souvent pour enjeu le titre de champion ou une place qualificative en coupes d'Europe.
Les statistiques des confrontations tout comme le palmarès respectif sont à l'avantage du club munichois. Le Bayern est le club le plus titré d'Allemagne, détenant plus de titres de champion d'Allemagne et de coupes d'Allemagne qu'aucun autre club du pays. Le Bayern a également remporté à six reprises la Ligue des Champions ainsi qu'une Coupe des Coupes et une Coupe UEFA, là où le BVB n'a remporté qu'une Ligue des Champions et une Coupe des Coupes (laquelle était le premier triomphe européen d'une équipe allemande, en 1966).

## Joueurs du Klassiker qui ont écopé d'un carton rouge
| Joueur               | Equipe            | Année |
| -------------------- | ----------------- | ----- |
| Kingsley Coman       | Bayern Munich     | 2022  |
| Kévin Kampl          | Borussia Dortmund | 2015  |
| Rafinha              | Bayern Munich     | 2014  |
| Rafinha              | Bayern Munich     | 2013  |
| Mark van Bommel      | Bayern Munich     | 2008  |
| Jakub Blaszczykowski | Borussia Dortmund | 2008  |
| Kosi Saka            | Borussia Dortmund | 2005  |
| Michael Ballack      | Bayern Munich     | 2004  |
| Markus Brzenska      | Borussia Dortmund | 2003  |
| Jens Lehmann         | Borussia Dortmund | 2002  |
| Torsten Frings       | Borussia Dortmund | 2002  |
| Evanilson            | Borussia Dortmund | 2001  |
| Stefan Effenberg     | Bayern Munich     | 2001  |
| Bixente Lizarazu     | Bayern Munich     | 2001  |
| Jörg Heinrich        | Borussia Dortmund | 2000  |
| Stefan Reuter        | Borussia Dortmund | 1999  |
| Samuel Kuffour       | Bayern Munich     | 1999  |
| Olaf Thon            | Bayern Munich     | 1992  |

## Statistiques

### Confrontations
Statistiques au 12 avril 2025:
| Compétitions        | Matchs | Victoire Bayern | Nuls | Victoire Dortmund | Buts Bayern | Buts Dortmund |
| ------------------- | ------ | --------------- | ---- | ----------------- | ----------- | ------------- |
| Ligue des champions | 3      | 1               | 1    | 1                 | 2           | 2             |
| Championnat         | 112    | 54              | 32   | 26                | 226         | 138           |
| Coupe               | 11     | 6               | 3    | 2                 | 20          | 13            |
| Coupe de la Ligue   | 2      | 2               | 0    | 0                 | 3           | 0             |
| Supercoupe          | 8      | 4               | 0    | 4                 | 15          | 16            |
| Total               | 137    | 67              | 37   | 33                | 268         | 171           |

### Meilleurs buteurs du Klassiker
| Joueur                | Club(s)                         | Bundesliga | DFB Pokal | Liga Pokal | DFL Supercup | Coupes d'Europe | Buts |
| --------------------- | ------------------------------- | ---------- | --------- | ---------- | ------------ | --------------- | ---- |
| Robert Lewandowski    | Borussia Dortmund/Bayern Munich | 24         | 4         | 0          | 4            | 0               | 32   |
| Gerd Müller           | Bayern Munich                   | 14         | 1         | 0          | 0            | 0               | 15   |
| Thomas Müller         | Bayern Munich                   | 6          | 2         | 0          | 4            | 0               | 12   |
| Arjen Robben          | Bayern Munich                   | 5          | 3         | 0          | 2            | 1               | 11   |
| Karl-Heinz Rummenigge | Bayern Munich                   | 9          | 1         | 0          | 0            | 0               | 10   |

N.B. : 10 buts ou plus
En gras : en activité

### Meilleurs buteurs sud-américains du Klassiker
| Joueur           | Club(s)           | Bundesliga | DFB Pokal | Liga Pokal | DFL Supercup | Coupes d'Europe | Buts |
| ---------------- | ----------------- | ---------- | --------- | ---------- | ------------ | --------------- | ---- |
| Giovane Elber    | Bayern Munich     | 6          | 0         | 1          | 0            | 0               | 7    |
| Claudio Pizarro  | Bayern Munich     | 4          | 0         | 0          | 0            | 0               | 4    |
| Ewerthon         | Borussia Dortmund | 3          | 0         | 0          | 0            | 0               | 3    |
| Roque Santa Cruz | Bayern Munich     | 3          | 0         | 0          | 0            | 0               | 3    |
| Lucas Barrios    | Borussia Dortmund | 2          | 0         | 0          | 0            | 0               | 2    |
| Zé Roberto       | Bayern Munich     | 2          | 0         | 0          | 0            | 0               | 2    |
| Marcio Amoroso   | Borussia Dortmund | 2          | 0         | 0          | 0            | 0               | 2    |
| James Rodriguez  | Bayern Munich     | 1          | 0         | 0          | 0            | 0               | 1    |
| Arturo Vidal     | Bayern Munich     | 0          | 0         | 0          | 1            | 0               | 1    |
| Luiz Gustavo     | Bayern Munich     | 1          | 0         | 0          | 0            | 0               | 1    |
| Nelson Valdez    | Borussia Dortmund | 1          | 0         | 0          | 0            | 0               | 1    |
| Tinga            | Borussia Dortmund | 1          | 0         | 0          | 0            | 0               | 1    |
| Lucio            | Bayern Munich     | 1          | 0         | 0          | 0            | 0               | 1    |
| Paulo Sérgio     | Bayern Munich     | 1          | 0         | 0          | 0            | 0               | 1    |
| Ruben Sosa       | Borussia Dortmund | 1          | 0         | 0          | 0            | 0               | 1    |
| Mazinho          | Bayern Munich     | 0          | 1         | 0          | 0            | 0               | 1    |

En gras : en activité

### Joueurs les plus capés du Klassiker
| Joueur                 | Club(s)                         | Apparitions |
| ---------------------- | ------------------------------- | ----------- |
| Thomas Müller          | Bayern Munich                   | 41          |
| Robert Lewandowski     | Borussia Dortmund/Bayern Munich | 39          |
| Mats Hummels           | Borussia Dortmund/Bayern Munich | 37          |
| Michael Zorc           | Borussia Dortmund               | 33          |
| Philipp Lahm           | Bayern Munich                   | 32          |
| Oliver Kahn            | Bayern Munich                   | 31          |
| Manuel Neuer           | Bayern Munich                   | 31          |
| David Alaba            | Bayern Munich                   | 29          |
| Stefan Reuter          | Borussia Dortmund/Bayern Munich | 28          |
| Marcel Schmelzer       | Borussia Dortmund               | 26          |
| Klaus Augenthaler      | Bayern Munich                   | 26          |
| Marco Reus             | Borussia Dortmund               | 26          |
| Lukasz Piszczek        | Borussia Dortmund               | 25          |
| Franck Ribéry          | Bayern Munich                   | 25          |
| Mehmet Scholl          | Bayern Munich                   | 25          |
| Bastian Schweinsteiger | Bayern Munich                   | 25          |
| Roman Weidenfeller     | Borussia Dortmund               | 24          |
| Lars Ricken            | Borussia Dortmund               | 22          |
| Sebastian Kehl         | Borussia Dortmund               | 22          |
| Lothar Matthaus        | Bayern Munich                   | 21          |
| Sepp Maier             | Bayern Munich                   | 21          |
| Arjen Robben           | Bayern Munich                   | 20          |
| Gerd Müller            | Bayern Munich                   | 20          |
| Günter Kutowski        | Borussia Dortmund               | 20          |

N.B. : 20 apparitions ou plus
En gras : en activité

### Les plus larges victoires du Bayern Munich (3 buts d'écart ou plus)
- 2023 : 0-4 (Championnat d'Allemagne 2023-2024)
- 2019 : 4-0 (Championnat d'Allemagne 2019-2020)

- 2019 : 5-0 (Championnat d'Allemagne 2018-2019)

- 2018 : 6-0 (Championnat d'Allemagne 2017-2018)

- 2017 : 4-1 (Championnat d'Allemagne 2016-2017)

- 2015 : 5-1 (Championnat d'Allemagne 2015-2016)

- 2009 : 1-5 (Championnat d'Allemagne 2009-2010)

- 2008 : 5-0 (Championnat d'Allemagne 2007-2008)

- 2005 : 5-0 (Championnat d'Allemagne 2004-2005)

- 2003 : 4-1 (Championnat d'Allemagne 2003-2004)

- 2000 : 6-2 (Championnat d'Allemagne 2000-2001)

- 1998 : 4-0 (Championnat d'Allemagne 1997-1998)

- 1981 : 4-0 (Coupe d'Allemagne 1981-1982)

- 1979 : 4-0 (Championnat d'Allemagne 1978-1979)

- 1971 : 11-1 (Championnat d'Allemagne 1971-1972)

- 1968 : 4-1 (Championnat d'Allemagne 1968-1969)

### Les plus larges victoires du Borussia Dortmund (3 buts d'écart ou plus)
- 2014 : 3-0 (Championnat d'Allemagne 2013-2014)

- 2012 : 5-2 (Coupe d'Allemagne 2011-2012)

- 1992 : 3-0 (Championnat d'Allemagne 1991-1992)

- 1991 : 3-0 (Championnat d'Allemagne 1991-1992)

- 1967 : 6-3 (Championnat d'Allemagne 1967-1968)

- 1967 : 4-0 (Championnat d'Allemagne 1966-1967)

### Hat-tricks (3 buts ou plus sur un match)
| Nationalité   | Joueur             | Buts          | Club              | Date              | Domicile          | Score             | Extérieur                         | Compétition                       |
| ------------- | ------------------ | ------------- | ----------------- | ----------------- | ----------------- | ----------------- | --------------------------------- | --------------------------------- |
|               | Lothar Emmerich    | 3             | Borussia Dortmund | 09/09/1967        | Borussia Dortmund | 6-3               | Bayern Munich                     | Championnat d'Allemagne 1967-1968 |
| Gerd Müller   | 3                  | Bayern Munich | 07/02/1970        | Borussia Dortmund | 1-3               | Bayern Munich     | Championnat d'Allemagne 1969-1970 |                                   |
| Gerd Müller   | 4                  | Bayern Munich | 27/11/1971        | Bayern Munich     | 11-1              | Borussia Dortmund | Championnat d'Allemagne 1971-1972 |                                   |
|               | Roy Makaay         | 3             | Bayern Munich     | 19/02/2005        | Bayern Munich     | 5-0               | Borussia Dortmund                 | Championnat d'Allemagne 2004-2005 |
|               | Robert Lewandowski | 3             | Borussia Dortmund | 12/05/2012        | Borussia Dortmund | 5-2               | Bayern Munich                     | Coupe d'Allemagne 2011-2012       |
| Bayern Munich | Robert Lewandowski | 3             | 31/03/2018        | Bayern Munich     | 6-0               | Borussia Dortmund | Championnat d'Allemagne 2017-2018 |                                   |
| Bayern Munich | Robert Lewandowski | 3             | 06/03/2021        | Bayern Munich     | 4-2               | Borussia Dortmund | Championnat d'Allemagne 2020-2021 |                                   |
|               | Harry Kane         | 3             | Bayern Munich     | 3/11/2023         | Borussia Dortmund | 0-4               | Bayern Munich                     | Championnat d'Allemagne 2023-2024 |

## Palmarès
| Compétitions                           | Bayern Munich | Borussia Dortmund |
| -------------------------------------- | ------------- | ----------------- |
| Bundesliga                             | 34            | 8                 |
| Coupe d'Allemagne                      | 20            | 5                 |
| Coupe de la Ligue                      | 6             | 0                 |
| Supercoupe d'Allemagne                 | 11            | 6                 |
| Ligue des champions de l'UEFA          | 6             | 1                 |
| Coupe d'Europe des Vainqueurs de Coupe | 1             | 1                 |
| Coupe UEFA                             | 1             | 0                 |
| Supercoupe de l'UEFA                   | 2             | 0                 |
| Coupe du monde des clubs               | 2             | 0                 |
| Coupe intercontinentale                | 2             | 1                 |
| Total                                  | 85            | 22                |

## D'un club à l'autre

### Du Borussia Dortmund au Bayern Munich
| Nom                | Poste             | Borussia Dortmund | Borussia Dortmund | Borussia Dortmund | Bayern Munich | Bayern Munich | Bayern Munich |
| Nom                | Poste             | Carrière          | Apps              | Buts              | Carrière      | Apps          | Buts          |
| ------------------ | ----------------- | ----------------- | ----------------- | ----------------- | ------------- | ------------- | ------------- |
| Jürgen Wegmann     | Attaquant         | 1984-1986         | 70                | 25                | 1987-1989     | 58            | 26            |
| Thomas Helmer      | Défenseur         | 1986-1992         | 223               | 22                | 1992-1999     | 244           | 31            |
| Torsten Frings     | Milieu de terrain | 2002-2004         | 63                | 12                | 2004-2005     | 45            | 5             |
| Mats Hummels       | Défenseur         | 2008-2016         | 309               | 25                | 2016-2019     | 118           | 8             |
| Mario Götze        | Milieu de terrain | 2009-2013         | 116               | 31                | 2013-2016     | 114           | 36            |
| Robert Lewandowski | Attaquant         | 2010-2014         | 187               | 103               | 2014-2022     | 375           | 344           |
| Ivan Perisic       | Milieu de terrain | 2011-2013         | 64                | 12                | 2019-2020     | 35            | 8             |
| Raphael Guerreiro  | Milieu de terrain | -                 | 224               | 40                | 2016-2023     | 0             | 0             |

### Du Bayern Munich au Borussia Dortmund
| Nom                 | Poste             | Bayern Munich | Bayern Munich | Bayern Munich | Borussia Dortmund | Borussia Dortmund | Borussia Dortmund |
| Nom                 | Poste             | Carrière      | Apps          | Buts          | Carrière          | Apps              | Buts              |
| ------------------- | ----------------- | ------------- | ------------- | ------------- | ----------------- | ----------------- | ----------------- |
| Michael Rummenigge  | Milieu de terrain | 1982-1988     | 152           | 44            | 1988-1993         | 157               | 36                |
| Jürgen Wegmann      | Attaquant         | 1987-1989     | 58            | 26            | 1989-1992         | 47                | 8                 |
| Stefan Reuter       | Défenseur         | 1988-1991     | 95            | 4             | 1992-2004         | 307               | 11                |
| Jürgen Kohler       | Défenseur         | 1989-1991     | 55            | 6             | 1995-2002         | 191               | 14                |
| Harald Schumacher   | Gardien de but    | 1991-1992     | 8             | 0             | 1995-1996         | 1                 | 0                 |
| Christian Nerlinger | Milieu de terrain | 1992-1998     | 216           | 37            | 1998-2001         | 73                | 4                 |
| Markus Feulner      | Milieu de terrain | 2001-2004     | 21            | 1             | 2009-2011         | 20                | 0                 |
| Robert Kovac        | Défenseur         | 2001-2005     | 145           | 0             | 2007-2008         | 34                | 0                 |
| Mats Hummels        | Défenseur         | 2007-2008     | 2             | 0             | 2008-2016         | 309               | 25                |
| Mario Götze         | Milieu de terrain | 2013-2016     | 114           | 36            | 2016-2020         | 103               | 14                |
| Sebastian Rode      | Milieu de terrain | 2014-2016     | 52            | 4             | 2016-2019         | 22                | 1                 |
| Mats Hummels        | Défenseur         | 2016-2019     | 118           | 8             | 2019-             | 116               | 8                 |
| Emre Can            | Milieu de terrain | 2012-2013     | 7             | 1             | 2020-             | 73                | 7                 |
| Niklas Süle         | Défenseur         | 2017-2022     | 165           | 7             | 2022-             | 0                 | 0                 |

## Navigation